# Lijst van kastelen in West-Vlaanderen
Dit is een lijst van kastelen in West-Vlaanderen. In heel veel steden en dorpen verrezen een of meer kastelen. Ze getuigen van een kunsthistorisch rijkdom die - het een wat meer dan de andere - teruggaan naar een lange geschiedenis van oorlogsvoering, architectuur en wonen.
In de lijst zijn kastelen, kasteelhoeves en kasteelruïnes opgenomen. Meeste van de opgenomen waren verdedigbaar bedoeld, of voor bewoning bestemd. Een deel van de kastelen in de lijst is op dit moment een landhuis dat gebouwd is op de fundamenten van een (verdwenen) kasteel.
In totaal staan hieronder ongeveer 150 kastelen vermeld. Langs de IJzer zijn nagenoeg bijna alle kastelen volledig vernield tijdens de Eerste Wereldoorlog.

## Navigatie
Klik hieronder op een gemeente op deze kaart om het aantal kastelen te zien.

## Kastelen

### Alveringem
- Hof van Wyckhuize: in Vlaamse renaissancestijl, begin 17e eeuw; thans gemeentehuis van Alveringem.

### Anzegem
- Kasteel Hemsrode: oorspronkelijk het hof van de heerlijkheid Hemsrode. Het oude riddergoed, teruggaande tot misschien de 10e eeuw, werd in 1940 helemaal door een brand vernield. De overgebleven gebouwen werden vergroot en ingericht tot kasteel. Het gebouw is in barokstijl afgewerkt. Tot voor 2021 ging elk jaar de paardenkoers International Eventing Waregem door

#### Vichte
- Beukenhof: een 2,5 hectare groot gemeentedomein met een neorenaissance-kasteel (1876), thans cultureel centrum.
- Oud kasteel van Vichte: Het oudste gedeelte van het oud kasteel dateert van eind 11e eeuw. Het werd tijdens de Eerste Wereldoorlog zwaar door bommen beschadigd en nadien herbouwd. De eigenaren hebben een van de granaten in de muur ingebed als getuigenis.

### Ardooie
- Kasteel van Ardooie: ook bekend als het Kasteel de Jonghe d'Ardoye, naar Theodoor de Jonghe die het kasteel in 1780-'81 oprichtte. Het wordt bewoond door de heer van Ardooie. In 1981 werd de nabije omgeving aangekocht door de provincie van West-Vlaanderen, die het aangename domein 't Veld van maakten; een wandelgebied.

### Avelgem
- Kasteel Scheldeburcht: de oude burcht was de machtsbasis van de heren van Avelgem. Lange tijd kreeg het een industriële invulling, vandaag is het een conservatorium en gezondheidscentrum.

#### Bossuit
- Kasteel van Bossuit: 17e-eeuws kasteel aan de meersen van de Schelde

### Beernem
- Kasteel Bulskamp: bevindt zich op het grondgebied van Beernem en Brugge in het groene provinciale domein Lippensgoed-Bulskampveld. Het kasteel werd gesticht in de 18e eeuw en is nu het Provinciaal Museum van het Bulskampveld.
- Kasteel Drie Koningen: 19e-eeuws gebouw (1802) met in het interieur een vermeldenswaardig stucwerk in Empirestijl.
- Kasteel Bloemendale: 19e eeuw kasteel nabij het centrum van Beernem in Vlaamse neogotische stijl.
- Kasteel Hontzocht: kasteel gebouwd in Vlaamse historische stijl in 1938 naar ontwerp van architect Maurice Vermeersch. Naar verluidt is dit een kopie van het afgebrande burcht in Hondzocht die de familie de Giey in Lembeek bezat.
- Kasteel Hulstlo:  kasteeltje dat in 1761 gebouwd werd, bevindt zich dicht bij de spoorweg. In de tuin van het kasteel Hulstlo is er een zomerbar
- Kasteel Reigerlo: oorspronkelijk buitenverblijf van de Brugse bankier Felix Dujardin, gebouwd in de 19e eeuw. Het kasteeldomein is volledig omwald en toegankelijk via een dreef en een brugje over de omwalling.

#### Oedelem
- Ten Torre: kreeg in de 19e eeuw een neogotisch uitzicht.
- Kasteel De Wapenaer: kasteel in 1888 gebouwd in opdracht van Jean van Ruymbeke.

#### Sint-Joris
- Kasteel de Lanier: het kasteel bevindt zich op de Zuidleie, de grens van twee middeleeuwse heerlijkheden, namelijk de heerlijkheid van Sint-Joris en de heerlijkheid van het Houtshe. Het kasteeldomein is het oude goed Van den Berghe en het verblijf van de laatste dorpsheren van Sint-Joris.

### Blankenberge

#### Uitkerke
- Kasteel van Uitkerke: het huidige kasteel van Uitkerke gaat terug tot 1763 naar een ontwerp in rococostijl en is gelegen op een oudere nog deels omwald kasteelburcht die toebehoorde aan de heren van Uitkerke.

### Brugge
- Kasteel Minnewater: kasteeltje in neogotische/ neo-Brugse stijl gebouwd in 1893 gelegen aan het Minnewaterpark.
- Gruuthuse
- Prinsenhof

#### Assebroek
- Kasteel Zevecote: laat-middeleeuws kasteel. In het interbellum werd een woonwijk door de kasteelheer aangelegd.

#### Koolkerke
- Kasteel Ten Berghe: authentiek kasteel met rijke geschiedenis teruggaande tot de 12e eeuw, gelegen langs de Dudzeelse Steenweg.
- Kasteel de Groene Poorte: vrijstaand landhuis met park, tuin en omliggende weilanden, eerst vermeld in 1567.

#### Sint-Andries
- Kasteel Beisbroek: in het kasteel: volkssterrenwacht met planetarium en centrum voor natuurstudie. Kasteel gelegen in 98 hectare groot domein met park, bossen en landerijen.
- Kasteel Tudor: statig kasteel in Engelse Tudorstijl gelegen in 40 hectare kasteelpark, met sier- en kruidentuin en wandelpaden.
- Kasteel Ter Lucht: gebouwd in de 16e eeuw in opdracht van de heerlijkheid Ter Lucht.
- Kasteel Bloemendale: 16e-eeuws kasteel met prachtig park en monumentale bomen. In 1908 aangekocht door Auguste de Formanoir de la Cazerie-Borluut, ook eigenaar van het kasteel Ter Lucht die het verbouwde in neo-Brugse stijl.
- Kasteel Forreyst: In 1519 vermeld als versterkte hoeve. In 1808: aanvang van bouw kasteel waarbij een deel van kasteel, hoeve en toegang werden gerealiseerd in Empirestijl. De kasteelheer hoopte dat Napoleon bij hem zou logeren, maar dit is er nooit van gekomen.
- Kasteel Koude Keuken: in neoclassicistische stijl. het omwalde kasteel heeft zijn naam te danken aan Catelyne Coudekeuken, de eerste bewoonster begin 14de eeuw.
- Kasteel Norenburg: kasteel met aanliggende hoeve gelinkt aan het Waggelwaterbos. Eerst vermeld in 1565.
- Kasteel Pereboomveld: neoclassicistisch kasteel (19e eeuw) gelegen in een ruime landschapstuin omringd door bos.

#### Sint-Kruis
- Kasteel Rooigem: Uitzonderlijk in die tijd werd het kasteel gekocht in 1720 door de toenmalige Brugse bisschop die het kasteel renoveerde aan de 18e-eeuwse mode.
- Grafelijk Slot van Male: De oorsprong van Male ligt zo diep in de tijd verborgen dat er geen geschreven bronnen bestaan die ons daarover met zekerheid kunnen meegeven. Wellicht zou in de 9e eeuw door Boudewijn I een burcht zijn opgericht. In de 13e en 14e eeuw verbleven de Vlaamse graven bij voorkeur in Male. Karel V, was de laatste Vlaamse graaf die in de burcht verbleef. Vanaf 1946 tot 2011 werd het slot van Male verhuurd en later verkocht aan de zusters van de Brugse Sint-Trudo-abdij. Thans is het een privaat domein.
- Het Blauw Kasteel: in de 16e liet Marcus Laurinus een hof de plaisance bouwen met bibliotheek. De omliggende velden van het kasteel, thans sportterreinen zijn bekend als ‘De Gulden Kamer’.
- Kasteel Beaupré: middeleeuws kasteel met dubbele omwalling net buiten de stadsmuren van Brugge. In de tweede helft van de 20e eeuw verdwenen door verkaveling met enkele overblijfselen.
- Kasteel Les Fayards: 19e-eeuws kasteel in neoclassicistische stijl. In 1982 kwam het observatie- en behandelingscentrum (OBC) 'De Berkjes' in het gebouw.
- Kasteel Nieuwenhove: eerst vermeld in 1357. Het was lange tijd een hof de plaisance geweest. Het huidig uitzicht is 17e-eeuws.
- Kasteel Puienbroek: voormalig kasteel; een koloniale villa daterend uit 1934 kwam op de plaats van het gesloopte kasteel Puienbroek. Na de Tweede Wereldoorlog werk het park verkaveld tot residentiële wijk.
- Kasteel De Spijker: de geschiedenis van het kasteeldomein De Spijker gaat terug tot 1089. In de 19e eeuw werd een neoclassicistisch kasteel gebouwd met monumentale toegangspoort, park en omwallingen.
- Kasteel Veltem: het kasteel Veltem stond vroeger waar het Interbad sinds 1971 staat.
- Kasteel De Vijvers: middeleeuws kasteel, in 19e eeuw herbouwd in electische stijl. Het park wordt omsingeld door een vijver, dat eeuwen geleden werd aangemaakt.
- Kasteel Warren: kasteel met bouwsporen die kunnen teruggaan tot de 16de eeuw, gelegen binnen oude omwalling. In 1920 wordt het kasteel gebruikt door de kanunnikessen van Sint-Augustinus uit het Franse Moulins om er bijzonder onderricht te geven.

#### Sint-Michiels
- Kasteel Tillegem: Boudewijn met de IJzeren Arm zou al in de 9e eeuw op deze plaats een burcht hebben gebouwd tegen de Noormannen. De heerlijkheid Tillegem verwierf vooral onder Maria van Bourgondië heel wat privileges en rechten. Thans is het kasteeldomein Tillegem een provinciaal domein. In het kasteel was een tijdlang Westtoer, de toeristische dienst van de provincie West-Vlaanderen gehuisvest.
- Kasteel Bloemenoord: oorspronkelijk een landhuis dat in 1879 omgebouwd werd tot kasteel. Thans gemeentehuis van Sint-Michiels.

#### Sint-Pieters
- Kasteel Ten Poele: Ten Poele was het belangrijkste leengoed van het dorp Sint-Pieters, eerst vermeld in 14e eeuw. Het kasteelpark met indrukwekkend belvedèretorentje werd een openbaar park gemaakt.
- Kasteel De Patente: de oudste vermelding van het leengoed "De Patente" gaat terug tot het midden van de 16de eeuw.
- Kasteel Ruddershove: 18e-eeuws kasteel in het dorp Sint-Pieters.

### Damme

#### Oostkerke
- Kasteel van Oostkerke: In de 14e eeuw stond ooit, niet van de Sint-Quintenskerk van het polderdorp Oostkerke een groot omwald kasteel. Het bestond uit twee delen en drie torens met meer dan 5 meter doorsnee. Het leed veel schade tijdens de Eerste Wereldoorlog. Het grootste part werd in 1922 deels heropgebouwd.

#### Moerkerke
- Kasteel van Moerkerke: vaak verbouwd kasteel met fraaie 17e-eeuwse toegangsbrug.
- Kasteel Altena: het verhaal gaat dat het kasteel zijn oorsprong heeft ten tijde van graaf Gwijde van Dampierre. Als dank dat de soldaten van de graaf von Altena meevochten tegen de Franse koning (1297-1302), zou de Vlaamse graaf deze kleine heerschappij hebben overgedragen aan de graaf van Altena. Het huidig gebouw is 19e-eeuws.

#### Sijsele
- Ryckevelde: middeleeuws kasteel dat tussen 1913 en 1929 herbouwd werd in neogotische stijl, gelegen in toegankelijk kasteeldomein met natuurreservaat, heemtuin en speelzones.

### Deerlijk
- Gaverkasteel: hoeve herbouwd in de 19e eeuw tot kasteel. Thans gelegen in het sport- en recreatiedomein van Deerlijk.

### Dentergem

#### Wakken
- Kasteel van Wakken: het classicistisch kasteel was ooit de zetel van de heerlijkheid Wakken; in 1840 omgebouwd.

### De Panne
- Kasteel Houtsaeger:  Pedro Ollevier, directeur van de Nationale Bank te Veurne, erfde van zijn vader in 1899 de Houtsaegersduinen die hij als jachtgebied gebruikte. Het kasteel is sinds 2009 aangeduid als bouwkundig erfgoed. Op 26 maart 2022 woedde een zware brand in het kasteel, waarna het onbewoonbaar was verklaard.[1][2]

### Diksmuide

#### Esen
- Esenkasteel: op de plaats van het voormalig kasteel, werd een jachthuis, vervolgens een landhuis met orangerie gebouwd in 1841. Tijdens de Eerste Wereldoorlog werd het verlaten tot ruïnes. Na de oorlog werd het volledig kasteel herbouwd met historische elementen. Het landhuis doet nu dienst als kantoorgebouw.

#### Stuivekenskerke
- Viconia Kasteelhoeve: in het polderdorpje van Stuivekenskerke was hier de voormalige kloosterboerderij van de Norbertijnen gevestigd. De historische hoeve werd ingenomen door de Duitsers en verwoest tijdens WO I. Sinds 1972 is een hotel in Viconia gevestigd.

#### Vladslo
- Kasteel Ter Heyde: het oudste restant van het kasteel, de zuidelijke toren, is van oorsprong liefst 800 jaar oud. Door de eeuwen heen zouden de adellijke bewoners telkens nieuwe delen gebouwd hebben zodat ze er daarmee hun  stempel achterlieten. Zo zou het achtergebouw uit de 16e eeuw dateren en wordt het voorgebouw gezien als een voorbeeld van 19e-eeuwse architectuur.

#### Woumen
- Blankaartkasteel: oorspronkelijk electisch kasteel dat zwaar beschadigd raakte tijdens de Eerste Wereldoorlog. Heropgebouwd van 1925-'29 in kleinere vorm.

### Gistel
- Kasteel Ter Waere: 18e-eeuws rococogebouw in romantisch park.
- Kasteel Montjoie: 18e-eeuws neoclassicistisch gebouw in park met vijver.

#### Moere
- Kasteel van Moere: gebouwd in 19e eeuw als zomerverblijf door de familie De Crombrugghe. In 1937 vernielde een brand grotendeels het kasteel.
- Kasteel Le Bon Vouloir: gebouwd in 1889 als jachthuis van de familie De Crombrugghe. In 2001 gerestaureerd om als evenementenlocatie te kunnen dienen.

### Harelbeke
- Kasteel Oosterluys: historisch kasteel toebehorend aan de heerlijkheid Oosterluys dat eerst werd vermeld in 1752. Alleen het neerhof van de kasteelhoeve Oosterluys is bewaard gebleven.
- Kasteel Stasegem: in 19de eeuw liet lokale politicus en brouwer van Stasegem Jules Deconinck een kasteel in neo-Vlaamse renaissancestijl bouwen. Het staat rechtover de vroegere brouwerij de Staceghem. De familie vestigde zich vanaf 1899 in het kasteel.
- Flipo's Kasteel: een voormalig kasteel verviel in puin gelegen langs de Venetiënlaan.[3]

#### Hulste
- Kasteel van Hulste: de Kasteelstraat dat leidt naar een hoeve geeft een hint dat daar een kasteel op de plaats bestond. Het kasteel was de bestuurshoeve van de heerlijkheid Schiervelde en later thuis van de heren van Hulste. In 1857 wordt de afbraak van het kasteel geregistreerd en wordt de bestaande hoeve uitgebreid.

### Heuvelland

#### Loker
- Château de la Douve: verwoest tijdens de Eerste Wereldoorlog. Heropgebouwd naar ontwerp van Charles Laloo en tegenwoordig B&B.

#### Kemmel
- Kasteel de Warande: een renaissance-kasteel uit 1925, te midden van een provinciaal park van 160 hectare. De Warande doet dienst als het gemeentehuis van Heuvelland.

### Houthulst
- Kasteel de Groote: het kasteel van Houthulst werd in de 19e eeuw als jachtpaviljoen aan de rand van het Vrijbos gesticht. Tijdens de Eerste Wereldoorlog had het kasteel een verzorgingscentrum voor gewonde soldaten.
- Kasteel van Merkem: in de 12e eeuw werd een kasteel gebouwd op een motte door de lokale heren. Tijdens de Eerste Wereldoorlog raakte het verwoest en werd vanaf 1923 een nieuw bouwwerk in Vlaamse stijl gebouwd. Enkele oorlogsrestanten van de Duitse uitkijktoren zijn aanwezig.

### Ichtegem
- Rosendahl: 19e-eeuws landhuis met 7 hectare groot park en statig koetsiershuis.

#### Eernegem
- Rodekasteel: - ook bekend als kasteel van Eernegem, of het Doolboskasteel - Historische documenten vermelden het domein voor het eerst in 1770. Het behoorde toe aan de abdij van Oudenburg.
- Kasteel Bourgogne: oorspronkelijk landhuis (19e eeuw) dat steeds werd uitgebreid en in 1904 in opdracht van de eigenaar het uitzicht kreeg van een kasteel.
- Hazewindkasteel: vanouds een omgracht kasteel dat in verschillende fases steeds grondig verbouwd werd. Weergegeven op verschillende historische kaarten.
- Kasteel van Moerbeek: voormalig kasteel (19e eeuw), in 1965 afgebroken om twee nieuwe villa's op te richten.

### Ieper
- Zaalhof: Het zaalhof van Ieper was een grafelijk slot in het hart van Ieper dat aanvankelijk de residentie was van de graven van Vlaanderen. Het zaalhof was ook de bestuurshal van de kasselrij Ieper en de raad van Vlaanderen

#### Boezinge
- Kasteel van Boezinge: verwoest tijdens de Eerste Wereldoorlog. Thans 20e-eeuws kasteel gebouwd naar 18e-eeuws ontwerp.

#### Brielen
- Kasteel De Drie Torens: het huidig kasteel werd in het midden van de 19de eeuw gebouwd op de grondvesten van het oorspronkelijke 15de-eeuwse kasteel. Het werd zwaar beschadigd tijdens de Eerste Wereldoorlog.

#### Elverdinge
- Kasteel van Elverdinge: oorspronkelijk twee kastelen, herbouwd na oorlogsbrand in 1925.

#### Hollebeke
- Kasteel Mahieu: verwoest tijdens de Eerste Wereldoorlog. Het kasteel (19e eeuw) met grote verbouwingen in 1901-'05 werd nooit heropgebouwd.
- Voddekasteel: het huidig kasteel dateert van 1921 na het verwoest werd in de Eerste Wereldoorlog. Het is gekenmerkt door de trapgevels en doet dienst als hoeve.

#### Vlamertinge
- Kasteel van Vlamertinge: 19e-eeuws kasteel geschaadt tijdens de Eerste Wereldoorlog. Het werd gerestaureerd in 1920.

#### Voormezele
- Elzenwallekasteel: verwoest tijdens de Eerste Wereldoorlog. Heropgebouwd door originele bouwmaterialen in zowel art nouveau en art deco.

#### Zillebeke
- Kasteel 't Hooge: herenhuis in Engelse cottagestijl van 1920. Het oorspronkelijke kasteel dat teruggaat tot jachtpaviljoen in de 15e eeuw werd tijdens een hevig bombardement verwoest tijdens de Eerste Wereldoorlog.

### Ingelmunster
- Kasteel van Ingelmunster: kasteeldomein gelegen ten zuiden van de kerk aan de Mandelbeek. 19e-eeuws kasteel, van stijl een voorbeeld van elegante soberheid. Van het middeleeuws kasteel blijven alleen de brede slotgrachten, de oude grondvesten en keuken over.

### Izegem
- Blauw Huis: classicistisch kasteel (18e eeuw) dat teruggaat tot een prachthoeve van de heerlijkheid Schiervelde uit de 16e eeuw. Het werd meerdere malen gerestaureerd. In 2017 werd het groenpark opengesteld voor het publiek.
- Wallemote-Wolvenhof: provinciedomein bestaande uit de parken van de twee kastelen Wallemote en Wolvenhof. Beide kastelen werden in de 20e eeuw aangelegd in Engelse landschapsstijl en werden bewoond door de familie Vanden Bogaerde. Bij kasteel Wallemote bevindt er zich een speelpark met daarnaast een natuurspeelterrein.
- Kasteel Ter Wallen: kasteeltje in het hart van Izegem omgeven in een groen domein. In 1908 werd een kasteel in neo-Vlaamse renaissance-stijl  gebouwd in opdracht van Joseph Van Naemen en Suzanne Vanden Bogaerde op de plek waar de hofstede De Rode Poort stond. De naam Ter Waallen verwijst naar de wallen die ooit rond de hoeve lagen.

### Jabbeke

#### Varsenare
- Hof van Proven: van oorsprong een 13e-eeuwse versterking met 17e-eeuwse toegangsspoort.
- De Blauwe Toren: - ook bekand als de Blauwe Torre - van oorsprong 16e-eeuws. Thans doet het kasteel dienst als verzorgingstehuis en klooster van de Witte Paters.
- Kasteel Santa Maria: in 1940 lieten baron Jaques de Crombrugghe de Looringhe en zijn vrouw jonkvrouw Marie-Louise van Caloen de Basseghem het kasteel Santa Maria voor hun zomerverblijf bouwen.
- Hof van Straeten: in de 12e eeuw bouwden de heren van Straeten de burcht van Straeten. Het werd verwoest door oorlog in de 17e eeuw en een nieuw kasteel op de plek  gebouwd.
- Kasteel De Zandberg: een Brugse rijke familie kocht een eilandhoeve dat dateert van de 14e eeuw en liet op de plaats van de hoevewoning een kasteeltje in de 19e eeuw bouwen. Het Kasteel De Zandberg was eventjes een moederhuis onder de Zusters van Liefde voor in 1969 het uitgebaat werd als jeugdzorginstelling

#### Snellegem
- Kasteel van Snellegem: het kasteel, gebouwd in 1874, bevindt zich in een landschapspark met een koetshuis en conciërgewoning. Tijdens de Eerste Wereldoorlog werd het een commandopost van het Duitse leger.  Bekende antiquair Paul De Grande bewoonde het veertig jaar lang en liet het in 1980 grondig renoveren. Op de gelijkvloers bevindt zich zijn showroom met waardevolle stukken.[4]

### Knokke-Heist

#### Heist
- Kasteeltje van Heist: kasteeltje, gebouwd in 1921 in neo-rococostij. Van 1947 tot 2005 was hier de visserijschool gevestigd.

#### Knokke
- Kasteel Witte Duivenhoeve: witte monumentale kasteelvilla in rijke stijl aan de Graaf Jansdijk, gebouwd in 1949. De oude boomgaard van 3ha werd in 1997 volledig verkaveld voor 75 woningen.

### Kortemark

#### Werken
- Hogen Andjoen: op de plaats van de Sint-Martinuskerk was in de middeleeuwen een neerhof gevestigd als zetel van de heerlijkheid Werken. Tegenwoordig getuigt alleen de motte (verhoogde heuvel) van dit vroegere kasteel.

### Kortrijk
- Broeltorens: ze zijn de enige restanten van de versterkte middeleeuws muren rond het grafelijk kasteel. Ze bewaakten toen de toenmalige sluizen.
- Kasteel 't Hooghe: aangelegd in 1845, vooral bekend voor zijn internationale rozentuin.
- Château Surmont: 18e eeuw, moest mijden voor de aanleg van snelweg E17; ruïne.
- Bourgondisch kasteel van Kortrijk: voormalig verdedigingsburcht van Kortrijk aangelegd in opdracht van Filips de Stoute.
- Dwangburcht van Kortrijk: voormalig dwangburg die tijdens de Guldensporenslag door de Vlaamse troepen werd ingenomen.
- 't Wit Kasteel: electische villa met kasteelverschijning naar ontwerp van J.R. Vanhoenacker uit 1910.

#### Aalbeke
- Kasteel Allart: 19e-eeuws kasteel met tuin in Engelse landschapsstijl.
- Wit Kasteel: kasteeltje dat naar men zegt gebaseerd is op Le Petit Trianon uit Versailles; voltooid in 1905.

#### Bellegem
- Mortagnekasteel: landhuis in Engelse cottagestijl dat in 1925 voltooid werd.

#### Heule
- Kasteel van Heule: aan de Heulsekasteelstraat met een grote verscheidenheid aan bomen.

#### Marke
- Kasteel van Marke: 19e-eeuws kasteel in Empirestijl.
- Kasteel Blommeghem: neogotisch kasteel met kasteelpark met talrijke boomsoorten, onder meer twee unieke Libanonceders.

### Langemark-Poelkapelle
- Kasteel Cotteau de Patin: kasteel aangelegd in de 19e eeuw door de familie de Patin dat instortte tijdens de Eerste Wereldoorlog. In 1926-'27 werd een landhuis gebouwd dat in jaren 1950 herbestemd werd tot gemeentehuis.

### Lendelede
- Kasteel Dassonville: Lendelede had in 2019 met het kasteel Dassonville bijna zijn eerste beschermde monument. De directeurswoning van de industrieel Alphons Dassonville - eigenaar van olieslagerij Dassonville - is een getuige van het industriële verleden in de gemeente. De woning werd in 1910 opgericht en werd in 1976 aan Walter Tack verkocht die het jarenlang als feestzaal Bossenhove uitbaatte. De activiteiten van de olieslagerij werden in 1996 stopgezet.

### Lo-Reninge

#### Reninge
- Kasteel Vilain: 17e-eeuws kasteel in Vlaams renaissancestijl. Zwaar beschadigd tijdens Wereldoorlog 1 en werd nadien heropgebouwd.

### Menen
- Burcht van Halewijn: het kasteel van de heren van Halewijn was gelegen aan de linkeroever van de Leie, bij de stad Menen aan de tegenovergestelde kant van Halewijn. Op een mijl van Rijsel en een halve mijl van Kortrijk, was de burcht ontstaan om Vlaamse invallen te weren in de nieuwe kasselrijen die in 1305 aan Frankrijk toegevoegd werden. De burcht met donjon werd vernield in 1579 tijdens opstanden tegen Spanje. Ruïnes werden in 1971 tijdens werken aan de Leie herontdekt.

#### Rekkem
- Kasteelhoeve Rekkem: de Kasteelhoeve is een restaurant en ook het oudste gebouw in Rekkem. Het vroegere kasteelhof was sinds de 17de eeuw de bestuurshal van de dorpsheerlijkheid ten Bulcke.

### Meulebeke
- Kasteel Ter Borght: 17e-eeuws met 19e-eeuwse verbouwing, een omwald kasteel in een park. Nu is het park een sport- en recreatiedomein.

### Moorslede

#### Dadizele
- Mariënstede: aanvankelijk stond hier de waterburcht van Dadizele, bestuurshal van de heerlijkheid Dadizele. Het huidig uitzicht is van 1885 na restauratie. Het werd tijdens de Eerste Wereldoorlog zwaar beschadigd, maar werd hersteld. Tegenwoordig is de Mariënstede uitgebaat door vzw Mariënstede die beschermd wonen aanbiedt voor kwetsbare groepen,

### Oostkamp
- Kasteel Gruuthuuse: in de 15de eeuw was dit domein het buitengoed van Lodewijk van Gruuthuse, raadgever en diplomaat van de hertogen van Bourgondië.
- Kasteel Kevergem: 17e-eeuws kasteel in Steenbrugge, ooit een zomerverblijf, thans een volwaardige private residentie.
- Kasteel Beukenpark: voormalig kasteel Les Aubépines (19e eeuw), gemeentehuis en wandelpark.
- Kasteel Nieuwburg: in 1428 wordt een buitenverblijf gebouwd voor een rijke Brugse handelaarsfamilie. In 1888 wordt een melkerij gestart op Nieuwburg, en na WO II een kaasmakerij.
- Kasteel 't Valkennest: gelegen in het park De Valkaart, vroegere benamingen zijn Chalet Flore en Le Chenoy. Aangekocht door het gemeentebestuur in 1971, nu een jeugdlokaal.
- Kasteel de Cellen: in neorenaissancestijl. Gebouwd in de 18e eeuw als zomerverblijf.
- Kasteel de Herten: - ook bekend als Kasteel Erkegem -18e-eeuws gebouw in neorenaissance-stijl, thans business center.
- Kasteel Macieberg: gebouwd door de familie Arents de Beerteghem, thans ingericht als de Freinetschool Klimop.
- Kasteel Cruydenhove: van 1954, nu een restaurant met feestzaal van de Van der Valk hotelgroep.
- Kasteel de Breidels: in 1846 gebouwd in opdracht van Irénée Peers, burgemeester van Waardamme.
- Kasteel Schoonhove:  gebouwd in classicistische stijl in 1754, ooit een zomerverblijf; het werd bewoond door baron Rotsart de Hertaing.
- Blauw Kasteel: historische hofstede, eerst vermeld in 1435.  Aan de geschiedenis van het Blauw Kasteel is het verleden van het Beverhoutsveld verbonden. Was vroeger omgeven door een walgracht.

#### Hertsberge
- Kasteel van Hertsberge: 19e-eeuws met 16e-eeuwse kapel. Site van de historische proosdij van Hertsberge, die reeds vanaf de 12e eeuw zou bestaan.

#### Ruddervoorde
- Kasteel Doeveren: kasteeltje van oorsprong eind 18e-eeuws, in 20e eeuw gerenoveerd.
- Kasteel De Akker: in neogotische stijl, gebouwd in de 19e eeuw.
- Kasteel Lakenbossen: - ook bekend als ’t Rood Kasteel - in 1876 voltooid door Henri d’Udekem d’Acoz, die In 1915 op mysterieuze wijze verdween en vermoord werd teruggevonden. In 1986 verbouwd in eigentijdse vorm.
- Kasteel Pecsteen: kasteeldomein aangelegd in de 18e eeuw, rond 1900 verbouwd in neorenaissancestijl.
- Kasteel Raepenburg: in Empirestijl gebouwd omstreeks 1800. Bewoond door de familie d'Udekem d'Acoz.
- Kasteel Sint-Hubert: in Vlaamse renaissancestijl, gebouwd in 1906.
- Kasteel Leegendael: Landhuis in Engelse Cottagestijl; gebouwd omstreeks 1910 door Daniel de Schietere de Lophem, op gronden van zijn echtgenote Marthe van Outryve d'Ydewalle, nu privéresidentie.
- Kasteel Zorgvliet (Wingene): omstreeks 1860 gebouwd classicistisch kasteel en werd vernield.

#### Waardamme
- Kasteel Rooiveld: gebouwd in de 15e eeuw als jachtpaviljoen voor de familie de Melgar de Breydelaere de Sporkinshove.
- Kasteel de Woesten: kasteel in neorenaissancestijl gebouwd in de 19e eeuw door de familie Peers de Nieuwburgh.

### Oudenburg
- Romeinse castellum van Oudenburg: het stadswapen van Oudenburg stelt een stadspoort of kasteel voor. Het verwijst naar het oude castellum dat hier vroeger stond.

### Pittem
- Kasteel Ronceval: eind 19e-eeuws kasteel met vijverpark
- Kasteel Joos de ter Beerst: eind 19e eeuw lieten Eugène Joos de ter Beerst en Camilla de Mûelenaere een zomerverblijf bouwen op hun boerderij. Sinds 1945 is het kasteel Ter Beerst gekend als Psychiatrisch Centrum Sint-Jozef.

### Poperinge

#### Proven
- Kasteel de Lovie: het aristocratisch landhuis uit de tweede helft van de 19e eeuw was een ontwerp van de architect Jules van Merris. Tijdens de Eerste Wereldoorlog werd het kasteel bewoond door de adellijke familie de Brouchoven en was het een hoofdkwartier voor Engelse en Britse legers. In 20e eeuw werd het domein bezit van De Lovie vzw, een organisatie die volwassenen en jongeren met een verstandelijke handicap ondersteunt. De Lovie heeft in de zomer een zomerterras.
- Kasteel Couthof: dateert uit 1763, wanneer een statig kasteel op het domein heerlijkheid Couthove werd aangelegd. In de 19e eeuw kreeg het buitenverblijf haar huidig neoclassicistisch uitzicht.

#### Watou
- Kasteel van Watou: In 1628 werd Watou tot graafschap verheven door de Spaanse vorst Filips IV. De heer en dame van Watou kregen de titel van graaf en gravin. De eerste graaf woonde in het Blauwhuis. Zijn zoon, Johannes van Ydeghem, tweede graaf van Watou, liet in 1620 een fraai kasteel bouwen. In 1793 werd het kasteel tijdens de Franse Revolutie volledig verwoest door brand. De enige dat overgebleven was, is de toegangspoort. Enige tijd later werd op de plek van het oude kasteel een herenhuis opgetrokken.

### Roeselare

#### Rumbeke
- Kasteel van Rumbeke: in renaissancestijl, een van de oudste in zijn soort in België. Het 16e-eeuws kasteel dat grotendeels bewaard bleef, straalt sierlijke eenvoud uit. Het kasteeldomein strekt zich uit naast de ringweg R32 rond Roeselare.

### Spiere-Helkijn

#### Spiere
- Kasteel van Spiere: het grote fraaie kasteel van Spiere werd in het midden van de 18e eeuw opgericht door de nakomelingen van Nicolas del Fosse, die omstreeks 1700 de baronie van Spiere kreeg.

#### Helkijn
- Kasteel van Helkijn: het kasteel van Helkijn, met uitzicht op de Schelde, werd in het midden van de 19e eeuw opgericht door een welstevllende familie.
- Hoge Hof: het Hoge Hof was een kasteel van de bisschop van Doornik, gebouwd tussen 1156 en 1200 en na de Franse inval onteigend. Nu zijn enkel ruïnes waarneembaar.

### Torhout
- Kasteel van Wijnendale: Wijnendale is een gehucht van Torhout. Het kasteel bevindt zich langs de N33 van Torhout naar Oostende. Historisch houdt men aan vast dat in het jaar 1085 Robrecht de Fries, de negende graaf van Vlaanderen, de burcht stichtte. Het kasteel was de bestuursresidentie voor de graven van Vlaanderen. Na de 16e eeuw raakte het kasteel met wallen vervallen, totdat in 1833 het kasteel werd aangekocht en werd heropgebouwd. Thans is een deel van het kasteel opgensteld voor bezoekers. Het andere deel wordt bewoond door de kasteeleigenaren; de familie Matthieu de Wynendaele.
- Kasteel d'Aertrycke: in de 19e eeuw werd het kasteel van Aartrijke gebouwd in opdracht van August de Maere. Het kasteel, te midden van een groot uitgestrekt park met parkvijvers, beschikt over een restaurant en hotel, en kan gebruikt worden als evenementenlocatie. Het domein is publiek toegankelijk met wat fiets- en wandelroutes.
- Kasteel Ravenhof: het kasteel in Torhout gaat terug tot een laat-middeleeuws goed Ter Walle; volledig herbouwd in 1880-'85. Het kasteel herbergt de Stedelijke Gildekamer, waarin de sinds eeuwen bewaarde ereplatelen van de handbooggild Sint-Sebastiaan (opgericht in 1384) worden tentoongesteld.

### Staden
- Kasteel van Staden: 12e eeuw; verdwenen, verwoest na Eerste Wereldoorlog.

### Veurne
- Kasteel Sint-Flora: huidig uitzicht is dat van een neoclassicistisch kasteel van de 19e eeuw. Tijdens de Eerste Wereldoorlog verbleef de Belgische koninklijke familie hier enige tijd.

#### Vinkem
- De Torreelen: De Torreelen was in vroegere tijden een van de drie leenhoven van de burcht van Veurne. Ooit een groot kasteel, werd het genadeloos in 1640 door bliksem getroffen.

#### Wulveringem
- Kasteel Beauvoorde: het kasteel Beauvoorde is het meeste westelijke van alle kastelen in België. Al in de 12e eeuw bezaten de heren van Wulveringem een versterkt landgoed. Het kasteel herbergt een schat aan waardevol meubilair en kunstvoorwerpen.

### Waregem
- Kasteel Casier: baron Casier bouwde een classicistisch kasteel met Engelse landschapstuin in Park Baron Casier in het centrum van Waregem. Voor hij het bouwde, was het een omwalde site. Een deel van de omwalling werd gedempt en een andere deel omgebouwd tot siervijvers.
- Kasteel van Potegem: de site en het oude kasteel werden sinds 1627 bewoond door de heren van Potegem. Het werd tijdens de Eerste Wereldoorlog zwaar door bommen beschadigd en nadien volledig herbouwd in neobarokstijl. De granaten in de muren zijn ingebed als getuigenis.
- Goed Te Nieuwenhove: een middeleeuwse hoeve waar vroeger een kasteel stond. Tegenwoordig is het een lokale brouwerij en hoevewinkel, waar variërende streekbieren worden gebrouwen en geserveerd.

### Wervik

#### Geluwe
- Kasteel Ter Beke: het was de voormalige kasteelhoeve van de burggraven Depattin gesticht in 1773. Het overleefde de Eerste Wereldoorlog niet.

### Wevelgem
- Kasteel Vanackere: In het zuiden van het gemeentepark van Wevelgem ligt het kasteel Vanackere. Het kasteel werd in 1894-'96 gebouwd door de familie Vanackere in neorenaissancestijl. In 1954 werd het kasteeldomein aangekocht door de gemeente Wevelgem die het gemeentehuis in onderbracht.
- Herenhuis 't Kasteeltje: vrijstaand herenhuis met kasteelachtige allures gebouwd in de 18e eeuw opdracht van de koopmanfamilie Cornillie, die in 1808 ook het kasteel van Moorsele kochtten.

#### Moorsele
- Kasteel van Moorsele: waterkasteel die ooit rond 1350 opgericht werd als burcht. Sinds 2005 is het een beschermd monument.

### Wielsbeke
- Hernieuwenburg: in 1485 kocht de familie de Crombrugghe de heerlijkheid te Wielsbeke met landgoed en bossen. Het gebouw is een classicistisch kasteel herbouwd in de 19e eeuw in een 10 hectare groot park. In 1935 kwam het ter beschikking van de KSA. In 1964 werd het gekocht door het gemeentebestuur die kasteel Hernieuwenburg in 1970 bestemd tot gemeentehuis.[5]
- Blauw Kasteelke: historische 13e-eeuwse hoeve dat vroeger een heerlijkheid was toebehorend aan de heer van Ingelmunster. Het Blauw Kasteelke draagt nog sommige kentekens van een versterkt kasteel. Het was een hoeve die uitgebaat werd door een kastelein met zijn familie en enkele knechten en soldaten.[6]

#### Ooigem
- Kasteel van Ooigem: oorspronkelijk de vierschaar en bestuurshal van de heerlijkheid Ooigem. In loop der tijden verbouwd tot zomerverblijf; 18e-eeuws omwald kasteel, met een oude duiventil.

### Wingene
- Kasteel Carpentier: 19e-eeuws kasteel bekend voor de Kasteelmoord.
- Kasteel Munkegoed: het goed was oorspronkelijk een boerderij van de Abdij Ten Duinen dat in 1852 verbouwd werd tot een enkel kasteel.

#### Wildenburg
- Het Blauwhuis: het kasteel en landhuis Blauwhuis bevindt zich op een ruïne van een slottoren, nu verdwenen.
- Kasteel Wildenburg: in 1860 werd een kasteel gebouwd door een lokale baron, maar het werd in 1985 gesloopt.

### Zedelgem

#### Aartrijke
- Kasteel Litterveld: in 1866 liet de Brugse familie Hamme-de Croeser de Berges het kasteel Litterveld bouwen.

#### Loppem
- Kasteel van Loppem: - ook wel nog Groot Kasteel genoemd - In 1856 lieten baron Charles van Caloen en zijn echtgenote gravin Savina de Gourcy Serainchamps het romantische kasteel van Loppem bouwen.  Het kasteel kent een langere middeleeuwse voorgeschiedenis. Het kasteel is omgeven door een sierpark van zo'n 20 hectare groot, die samen met het kasteel ontworpen.
- Kasteel Ter Loo: Ter Loo is een belangrijk kasteel voor de geschiedenis van Loppem. In de 17e en 18e eeuw was Ter Loo de zetel van heerlijkheden Loppem en Den Houtschen.
- Kasteel Baesveld: gelegen in het domein Merkemveld, die haar naam dankt aan de familie Outryve de Merckem, die het gebied op het eind van de 18e eeuw liet bebebossen. Het is gebouwd in Vlaamse renaissancestijl. Kasteel Baesveld werd midden in het bos gebouwd. Het kasteelpark van ruim 50 ha groot werd na de Tweede Wereldoorlog gedeeltelijk ingericht voor verblijfsrecreatie en sinds 1948 is er ook een scouts- en gidsencentrum gevestigd.[7]
- Kasteel Emmaüs: het landgoed werd reeds in 1670 vermeld en behoorde toe aan Brugse kanunnik Passchier Bourry. Aan de ingang bevindt zich de Emmaüsgrot.
- Kasteel Lisbona: In 1861 lieten de familie Gilliodts-Dewitte midden in de natuur het Kasteel Lisbona bouwen.
- Vijverskasteel: vanaf 1793 werd een kasteel op de plek van een hoeve gebouwd en kreeg in de 19e eeuw haar huidig uitzicht met vijvers.

#### Veldegem
- Kasteel Hoogveld: classicistisch 19e-eeuws kasteel in een 20 hectare natuurdomein. Tegenwoordig jeugdverblijf van de KSA.

### Zonnebeke
- Kasteel van Zonnebeke: het kasteel huisvest het Memorial Museum Passchendaele 1917. In het kasteeldomein is ook de gemeentelijke bibliotheek De Letterschuur, de Koklikoo en de Toeristische Dienst van Zonnebeke gelegen.

#### Geluveld
- Kasteel van Geluveld: verwoest tijdens de Eerste Slag om Ieper. In de jaren '30 werd het neoclassicistisch kasteel herbouwd.

### Zuienkerke
- Cleyhem: het kleine kasteel Cleyhem bevindt zich ten oosten van het dorp van Zuienkerke. Het is een 17e-eeuwse kasteelhoeve.

### Zwevegem
- Kasteel van Zwevegem: van het kasteel van Zwevegem is enkel de imposante inrijpoort van de 17de eeuw bewaard gebleven. Het kasteel was de zetel van de heerlijkheid van Zwevegem.

#### Heestert
- Kasteel Banhout: 19e-eeuws neoclassicistisch kasteel gelegen in het Banhoutbos.

#### Otegem
- Diesvelthoeve: ooit het kasteel te Diesvelt, kasteelhoeve van de heerlijkheid Diesvelt.